# Roma Volley Club
Roma Volley Club är en volleybollklubb i Rom, Italien. 
Damlaget Volley Group Roma grundades 2013 genom att föreningarna Divino Amore, l'Associazione Polisportiva Palocco och Associazione Polisportiva San Paolo Ostiense gick samman. Herrlaget APD Roma Volley bildades 2015. De bägge klubbarna gick samman 2019 och tog det nuvarande namnet. På damsidan har laget som bäst spelat i serie A1 (högsta serien), vilket det gjorde 2021/2022. Laget åkte dock ur serien direkt. Herrlaget har som bäst spelat i Serie A2, vilket de gjorde säsongen 2018/2019.